# Casto (nome)
Casto  è un nome proprio di persona italiano maschile.

## Varianti
- Maschili
  - Alterati: Castolo[1][2], Castulo[2]
- Femminili: Casta[1][2]
  - Alterati: Castola[2], Castula[2]

### Varianti in altre lingue
- Latino: Castus[1]
  - Femminili: Casta[1]
- Spagnolo: Casto

## Origine e diffusione
Deriva dal nome latino Castus, basato sull'aggettivo castus, che significa "casto", "puro"; è quindi analogo dal punto di vista semantico al nome Agnese, mentre è legato etimologicamente al nome inglese moderno Chastity.
È attestato in tutta Italia, con maggiore frequenza in Campania e Abruzzo per il maschile, e in Lombardia per il femminile; è sostenuto dal culto dei vari santi così chiamati, ma ha frequenza assai scarsa.

## Onomastico
L'onomastico si può festeggiare in memoria di diversi santi, alle date seguenti:
- 12 gennaio, san Castulo, soldato romano, martire in Africa[3]
- 15 febbraio, san Castulo, martire a Terni[3]
- 1º marzo, san Casto, corpo santo venerato a Eichstätt[4]
- 3 marzo, san Casto, martire in Africa[5]
- 26 marzo, san Castulo, martire sulla via Labicana[3][6]
- 12 maggio, san Casto, vescovo e martire in Africa assieme a san Cassio[4]
- 22 maggio, san Casto, martire in Africa con sant'Emilio sotto Decio[5][4]
- 1º giugno, santa Casta, martire a Tessalonica[7]
- 1º luglio, san Casto, vescovo e martire a Sinuessa con san Secondino[5][4]
- 4 settembre, san Casto, martire ad Ancira con altri diciassette compagni[5]
- 30 settembre, san Casto, martire a Piacenza[5]
- 6 ottobre, san Casto, martire a Capua[5]
- 30 novembre, san Castulo, martire a Roma[3]

## Persone
- Casto, generale bizantino
- Casto, condottiero gallico

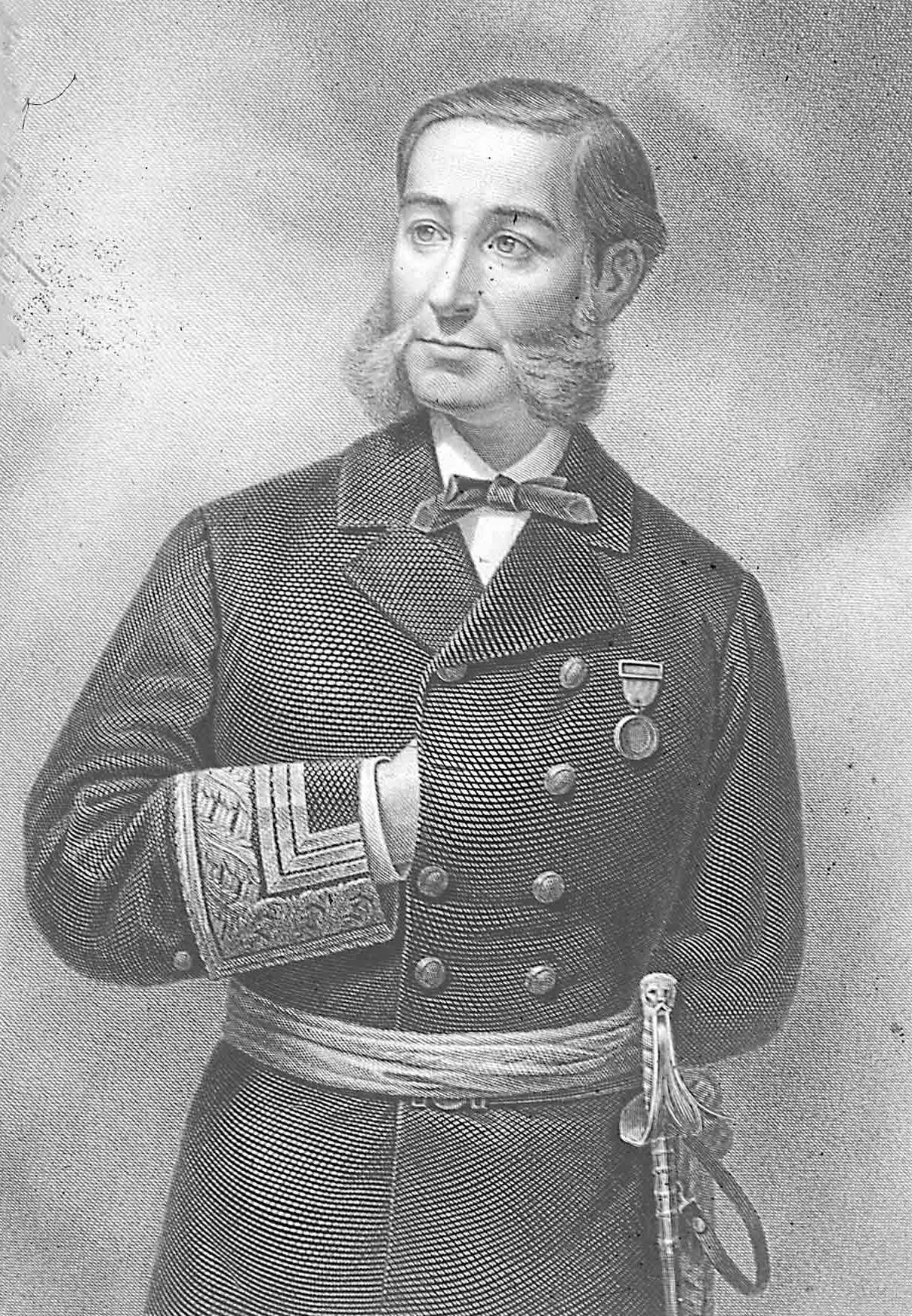
Casto Méndez Núñez

- Casto Innocenzio Ansaldi, teologo italiano
- Casto Caruso, diplomatico italiano
- Casto Espinosa, calciatore spagnolo
- Casto Méndez Núñez, marinaio e militare spagnolo